# Derlis Gómez
Pour les articles homonymes, voir Gómez.
Derlis Gómez, né le 2 novembre 1972 à Ypacaraí, est un footballeur paraguayen. Il joue au poste de gardien de but avec l'équipe du Paraguay et Independiente CG. Il mesure 1,86 m pour 85 kg.

## Carrière

### En club
- 1991-1996 :  Sol de América
- 1997-2000 :  Guaraní
- 2001 :  Libertad
- 2002 :  Sportivo Luqueño
- 2003 :  Olimpia
- 2003 :  12 de Octubre
- 2004-2006 :  Sportivo Luqueño
- 2006 :  Quilmes AC
- 2007-2009 :  Nacional
- 2010 :  12 de Octubre
- Depuis 2011 :  Independiente CG

### En équipe nationale
Il a fait ses débuts internationaux le 4 mai 2005 contre l'équipe d'Équateur. Il a disputé un match de qualification à la coupe du monde 2006.
Gómez participe à la coupe du monde 2006 avec l'équipe du Paraguay. Il est le troisième choix du sélectionneur pour le poste de gardien de but.

## Palmarès
- 5 sélections avec l'équipe du Paraguay